# 謝莫維特

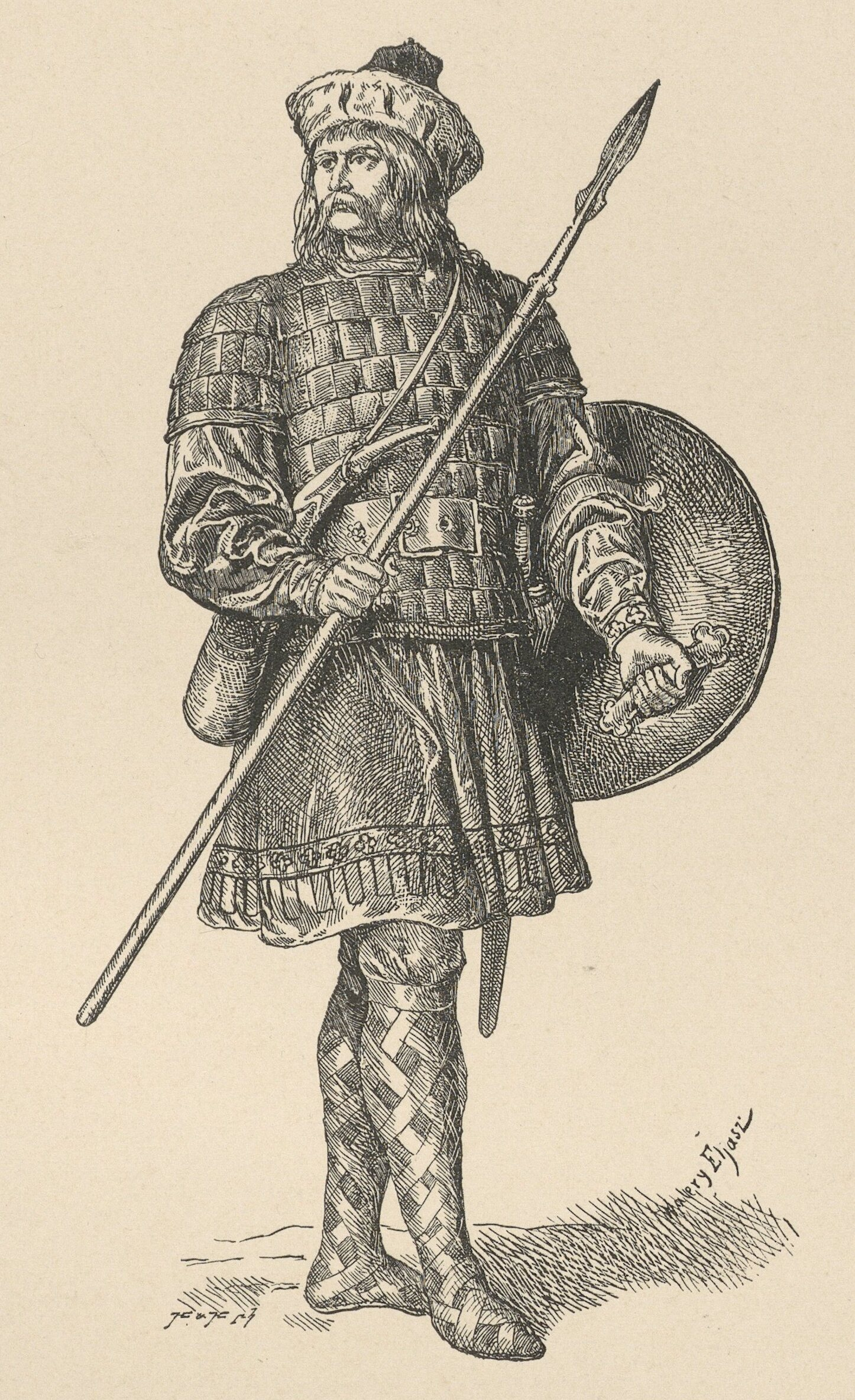
一幅描繪謝莫維特的插畫

謝莫維特（波蘭語：Siemowit）是波蘭人的公爵，皮雅斯特王朝早期君主。
根據高盧無名氏所著《波蘭王公事蹟》，謝莫維特是「車輪匠」皮雅斯特之子，萊謝克的父親。